# Attilio Frizzi
Attilio Frizzi (* 14. September 1925 in Udine) ist ein ehemaliger italienischer Fußballspieler. Der Stürmer wurde zweimal Torschützenkönig der Serie B.

## Sportlicher Werdegang
Von ASDGS Chiavris kommend schloss sich Frizzi 1947 dem Zweitligisten SPAL Ferrara an. In der Spielzeit 1948/49 gelang ihm der Durchbruch, mit 25 Saisontoren krönte er sich zum Zweitligatorschützenkönig. Daraufhin wurde er zum FC Turin in die Serie A transferiert, nach dem Flugunfall von Superga und dem Verlust von nahezu der kompletten Mannschaft begann dort der Neuaufbau des Serienmeisters. Zwar erzielte er dort 21 Tore in zwei Spielzeiten, dennoch kam es anschließend zur Trennung. Frizzi kehrte in die zweite Liga zurück, wo er sich dem Erstligaabsteiger CFC Genua anschloss. Mit 20 Toren wurde er in der Spielzeit 1951/52 erneut Torschützenkönig, die Mannschaft belegte jedoch nur den fünften Tabellenplatz im Endklassement. In der Folgesaison lag er mit acht Saisontoren gleichauf mit Giorgio Dal Monte an der Spitze der vereinsinternen Torschützenliste, unter Trainer Giacinto Ellena gelang als Zweitligameister der Wiederaufstieg. Bis 1957 lief er noch für den Klub in der Serie A auf, ehe nach 172 Ligaspielen und 61 dabei erzielten Toren für den CFC Genua bei AC Marzotto seine Laufbahn unterklassig ausklingen ließ. Beim Amateurklub ASD Rivignano war Frizzi zeitweise als Trainer tätig.